# Rébellion timoraise de 1860-1912
Les rébellions timoraises sont une série de conflits entre les populations locales sous le contrôle des Liurais de Manufahi dans la colonie portugaise du Timor oriental contre le pouvoir colonial portugais dans sa colonie du Timor portugais. Les rébellions ont officiellement débuté en 1860, avec des périodes de trêves, jusqu'à une rébellion principale vers la fin de 1911 à 1912.
Jusqu'au début des rébellions, le contrôle portugais au Timor oriental était limité à quelques petites zones de la colonie. Le reste du territoire était dirigé par une forme d'influence des autorités coloniales sur les Luirais.
Deux évènements marquants de cette période sont la signature du traité de Lisbonne (en) en 1859 et par lequel le Portugal et les Pays-Bas conviennent du tracé de la frontière entre le Timor portugais et les Indes orientales néerlandaises sur l'île de Timor, ainsi que le matage définitif des rébellions en 1912. Après cette année, le pouvoir des Luirais est fortement dégradé et l'administration coloniale est élargie à l'ensemble de l'île.
Les soulèvements sont parfois nommés rébellions antifiscales, car, outre le travail forcé, l'introduction de la capitation portugaise et d'autres impôts obligatoires attisent les mouvements anti-coloniaux. L'introduction de la capitation en 1906/1908 est parfois considérée comme la principale source de la révolte des Manufahi. Cependant, plusieurs autres raisons motivent les révoltes dont la Proclamation de la République portugaise qui inquiète les Luirais quant à une éventuelle menace pour leur légitimité, ainsi que la mise en place de structures administratives coloniales à grande échelle.

## Prémisses

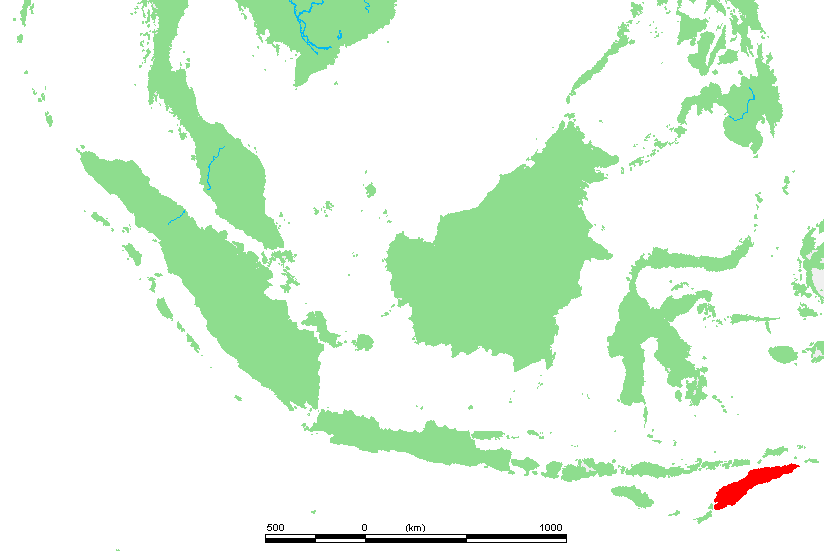
Localisation de l'île de Timor dans le sud-est asiatique.

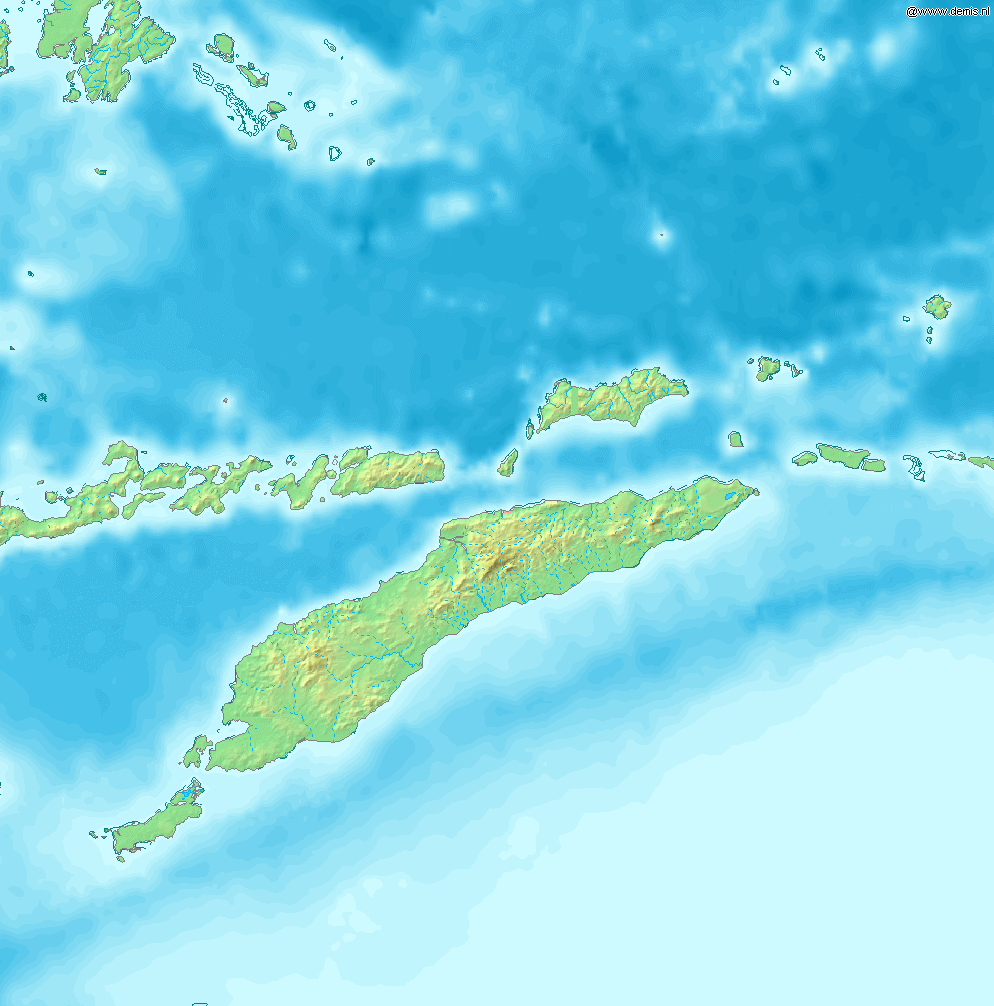
Depuis le XVIIe siècle, le Timor était divisé en une partie occidentale néerlandaise et une partie orientale portugaise. Cependant, la frontière n’a été définitivement déterminée qu’en 1914.

Jusqu'au milieu du XIXe siècle, les empires qui occupent et divisent l'île de Timor sont de facto indépendants, car la puissance coloniale exercée par le Portugal était plutôt faible. Celle-ci se limitait aux petits paiements de tributs (fintas). Les revenus des autorités coloniales provenaient surtout du commerce du bois du santal blanc et d'autres produits d'exportation. La faiblesse des Portugais dans la colonie était liée à la concurrence avec les Pays-Bas pour le contrôle des Petites îles de la Sonde. Cette compétition s'amenuise avec le traçage d'une première frontière entre les colonies avec la signature du traité de Lisbonne.
Le Portugal était désormais capable de se concentrer sur l'expansion de son influence dans les zones les plus reculées de sa colonie. Les progrès techniques de l'époque et le meilleur équipement des troupes ont également contribué à permettre d'étendre le contrôle de la métropole. De l'autre côté, les Timorais étaient également aptes à se procurer des armes légalement, mais aussi illégalement et des milliers d'armes à feu entraient dans la colonie chaque année. Durant les années 1880, le Portugal impose une interdiction commerciale des armes à feu, mais le trafic ne parvient à être freiné qu'à la suite d'un accord conclu avec les Néerlandais en 1893. De plus, les Timorais possédaient une longue tradition martiale dont les racines remontaient à la période précoloniale. Afin de créer de nouvelles possibilités d'exportations après l'épuisement des ressources en bois de santal, les Timorais étaient contraints d'effectuer des travaux forcés pour la construction de routes et dans les plantations à partir de 1890. Les Luirais avaient déjà subi des pressions dans la récolte du café, introduit en 1815. Le vingtième des récoltes devait alors être donné et le reste vendu au dirigeants portugais à prix fixes. Le 13 septembre 1906 (certaines sources indiquent 1908), les Portugais introduisent la capitation pour l'ensemble des hommes âgés de 18 à 60 ans. Chacun d'eux devait payer 500 réals ou effectuer un travail sous contrat. Les riches familles, environ 600, étaient également exonérées de la capitation. En tant que fonctionnaires, les Luirais recevaient la moitié des revenus de la capitation, mais se voyaient refuser la récolte d'autres impôts par les autorités portugaises. Ainsi, les systèmes fiscaux existants étaient abolis et les chefs traditionnels étaient assujettis aux autorités coloniales. L'application de la capitation était également compliquée par la méconnaissance du Portugal de la population autochtone. En 1910, une commission avait établi que le Timor était composé de 98 920 familles réparties dans 73 ou 75 empires sous contrôle des Luirais. En 1867, le gouverneur (en) Afonso de Castro (de) recensait 47 empires. De plus, un déclin démographique était observable dans la zone frontalière et dans la zone de crise de Manufahi,),.
Le Portugal faisait face à de grandes difficultés à prendre et conserver le contrôle de l'île. Le gouverneur João Clímaco de Carvalho (pt) (1870-1871) remet le rapport de 1872 dans lequel il divise le Timor en quatre groupes : 
- Zone sous contrôle portugais direct comme Dili, Batugade (en), Manatuto (en), Vemasse (en), Laga (en) et Maubara (en) ;
- Les empires voisins immédiats de la zone précédente, principalement à l'ouest de Dili, qui reconnaissaient la suzeraineté portugaise ;
- Les empires de l'intérieur de l'île comme Cailaco (en) qui n'avaient pratiquement aucun contact avec les autorités coloniales ;
- Les empires frontaliers avec le Timor occidental néerlandais comme Cowa (de) et Sanirin (de) qui se révoltent ouvertement contre les Portugais.

Le combat des révoltes se révèle rapidement difficile pour les forces portugaises en raison de la géographie de l'île selon le gouverneur José Celestino da Silva (de) (1894-1908). Le paysage permettait aux rebelles de faire des embuscades et d'opérer clandestinement un grand trafic de marchandises. L'éloignement de la métropole rendait également difficile l'approvisionnement des troupes coloniales. En 1910, aucune liaison maritime régulière n'existait entre les possessions portugaises d'outre-mer.

## Rébellion de 1861

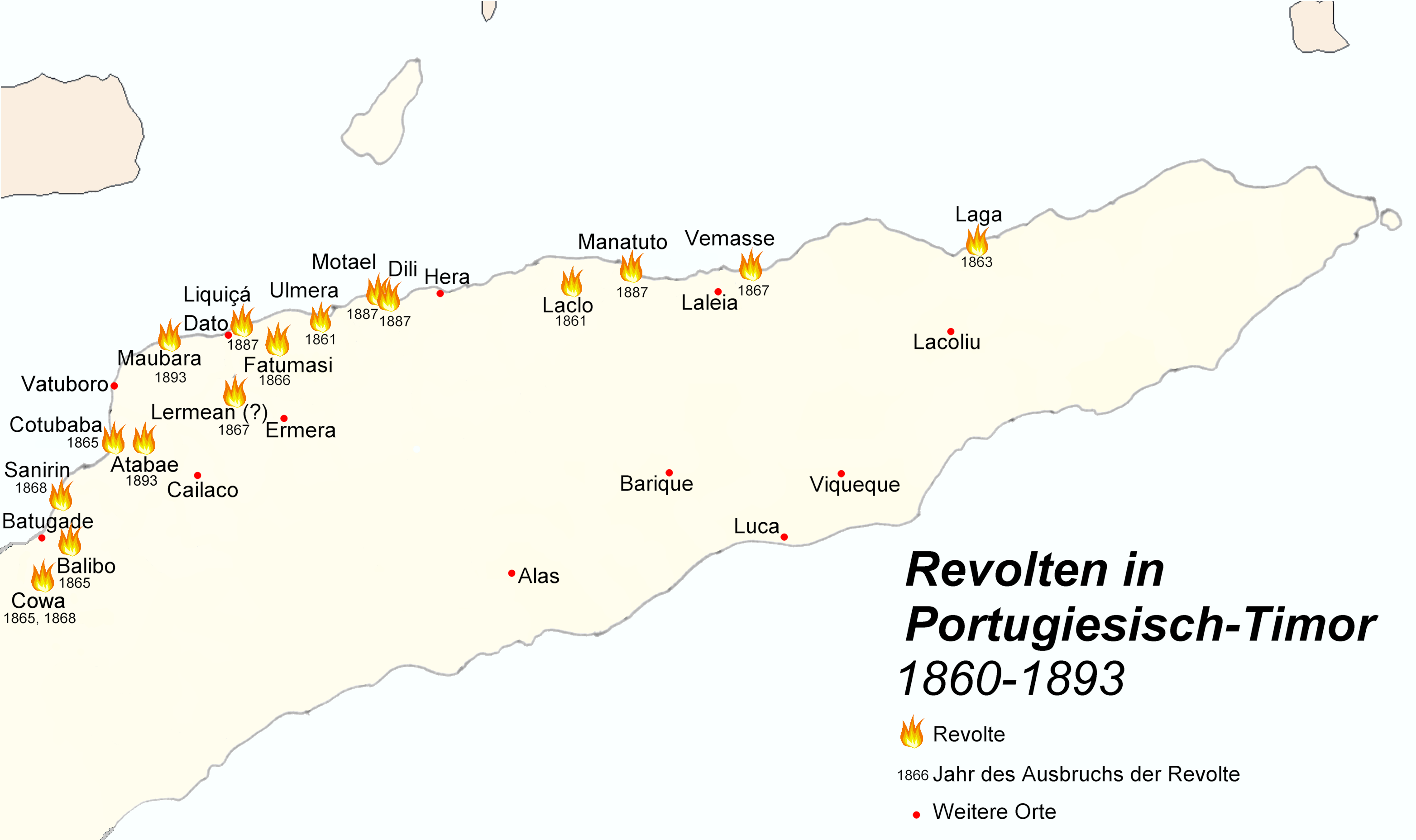
Révoltes entre 1860 et 1893.

1852 à 1859 représente la période la plus calme que le Portugal a connu dans sa colonie. Seuls deux soulèvements mineurs surviennent dont l'un fait par l'empire Manumera (de) et l'autre en 1859 par le Liurai de Vemasse, Dom Domingos de Freitas Soares, qui sera envoyé en exil à Lisbonne la même année,.
Afonso de Castro (de) (1859-1863) nomme le major Duarte Leão Cabreira (de) au poste de gouverneur par intérim afin de pouvoir prendre du repos à Java pour raisons de santé. Cabreira avait précédemment séjourné au Timor depuis 1840 et connaissait très bien le pays, dont les intrigues de la politique locale. Au printemps 1861, des révoltes éclatent indépendamment à travers tout le pays entre autres dans l'empire mambai (en) de Laclo (en) et l'empire tétoum (de) d'Ulmera (de). À la base des révoltes de ces deux Liurais se trouvent les méthodes rigoureuses du major dans les activités de travaux forcés. Les rebelles liquident des responsables des gouvernements locaux et occupent un col de montagne près de la capitale Dili. Cette occupation entraîne des problématiques de ravitaillement en nourriture et oblige les autorités à demander de l'aide aux voisins néerlandais. Lors de son retour le 6 avril, le gouverneur Castro ramène des armes et des munitions devenues indispensables,.
Le 10 juin, Castro déclare l'état d'urgence et distribue des armes au civils, ainsi qu'à la population chinoise (en) de Dili. Malgré de rapides pénuries en armes, les sociétés commerciales et de livraisons néerlandaises de Batavia compensent ces manques. Castro pouvait également compter sur un groupe d'une quarantaine de guerriers indiens exilés au Timor après la révolte des Cipayes contre la compagnie des Indes orientales et les Britanniques en 1857. Cependant, ces renforts en provenance de Goa tardaient à arriver. Castro a alors demandé l'aide des colonies néerlandaises voisines des Moluques. Le gouverneur de Batavia dépêche le navire Citadelle d'Anvers, une frégate à vapeur, qui arrive à Dili le 22 juin. Trois jours plus tard, le navire continue de longer la côte de Manatuto et parvient à repousser les rebelles de leurs positions.
Devenu commandant des troupes envoyées contre les rebelles, Cabreira s'active à chercher du soutien auprès des empires alliés au pouvoir colonial. Établissant une base à Manatuta, il fait appel à l'aide des Arraias (de) (indigènes auxiliaires) de Vemasse, Ermera (en), Liquiçá (en), Cailaco, Maubara, Deribate (de), Leimea (de), Atsabe (en) et Caimauc (de),. Cependant, les guerriers des empires de Hera (de), Ulmera et Laclo ne participent pas et ceux de Motael (de), empire dans lequel se trouvait Dili, se range derrière les rebelles.

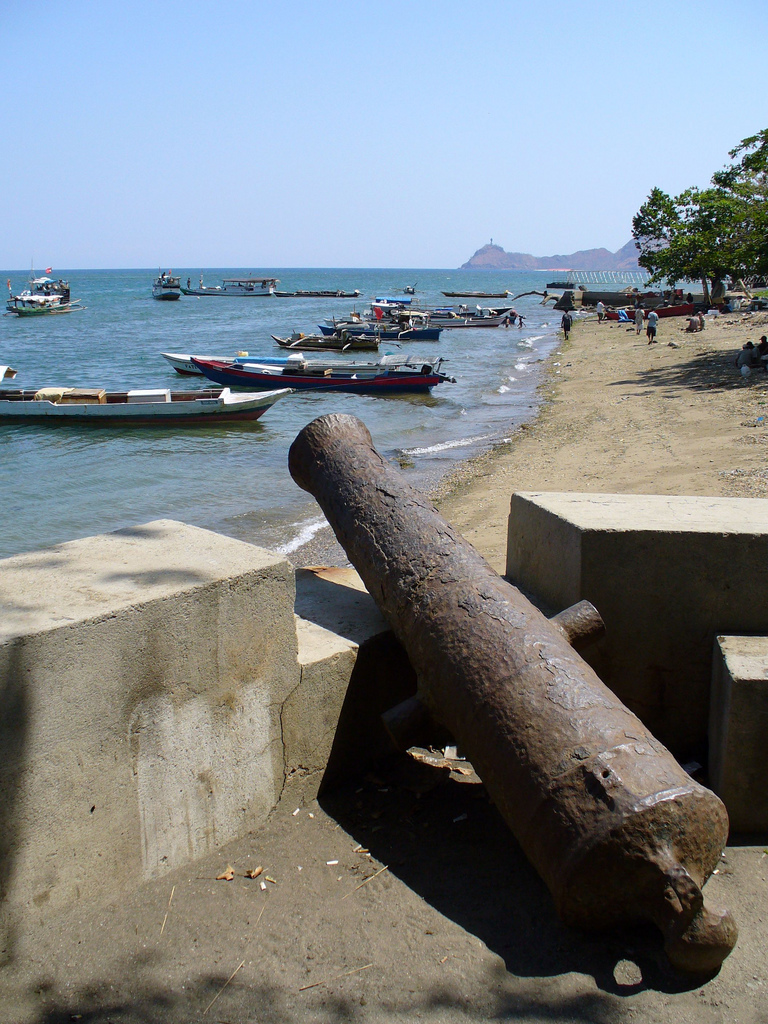
Canon portugais au port de Dili.

Le 26 août, le rébellion de Laclo est réprimée, son camp est incendié et les alliés sont autorisés à piller et chasser les rebelles. L'état de siège qui prévalait à Dili est levé et la victoire portugaise est célébrée par le gouverneur Castro avec de la danse traditionnelle likurai dansée par des femmes et des guerriers timorais revenant du conflit. Au cours de ces cérémonies, les têtes des soldats rebelles sont portées en procession à travers la ville. Cette chasse aux têtes faisait partie du rituel funu (de) lors duquel les têtes des ennemis tués au combat étaient ramenées au village accompagnées de chants sombres (Lorsai) et de danse likurai et où elles deviennent des objets sacrés (Lulik (de)). Les Arraias s'emparent alors de plus d'un millier de buffles et quatre cents chevaux aux forces rebelles, ainsi qu'une grande quantité de maïs et de riz. Observant les pillages, Laclo et Laleia (en) se rallient à l'alliance avec le Portugal contre Ulmera.
Castro avait convaincu le Liurai de Liquiçá de faire une expédition punitive contre son voisin d'Ulmera, tandis que l'empire voisin de Maubara avait des sympathies pour les rebelles. Des rumeurs laissaient présager que Dom Carlos, le Liurai de Maubara aurait même incité Ulmera à la révolte. La souveraineté de Maubara avait précédemment été cédée au Portugais par les Néerlandais par la signature du traité de Lisbonne en échange d'autres possessions portugaises à travers les Petites îles de la Sonde. Cependant, malgré les tentatives néerlandaises auprès de Dom Carlos, ce dernier n'accepte pas les nouveaux maîtres des lieux.
Avec l'arrivée de la saison des pluies, Castro sent qu'il risque de perdre le soutien de ses alliés timorais, car ils devront retourner s'occuper de leurs champs. Afin de s'assurer de la loyauté des Liurais, il annonce qu'il va conduire lui-même les troupes vers Ulmera. Le 18 septembre, 1 200 guerriers locaux sont rassemblés à Dili. Castro reçoit également le soutien de Liquiçá qui augmente les forces à 3 000 hommes. Ulmera est par la suite défait et le Liurais et son fils sont amenés à Dili comme prisonniers. Lors d'une cérémonie, le Liurai doit s'agenouiller et accepter de payer une importante indemnisation. Les têtes des guerriers rebelles tombés lors des combats sont également présentées à Castro. Ce dernier écrira à propos de la rébellion : « Il faut recourir à la coercition, non pas pour tyranniser, mais pour obéir à la loi et forcer un peuple indolent à travailler ».
En mars 1862, un navire en provenance de Macao arrive à Dili. Bien que les renforts arrivent trop tard pour intervenir dans la rébellion, ceux-ci avec les fonds qu'ils apportent permettent de consolider notre domination, renforcer nos fonctionnaires dans leur situation délicate et investir des ressources dans la rébellion pour une meilleure utilisation de la colonie dans la commerce et l'industrie. Castro avait l'intention d'établir une plantation de café dans chacun des empires composant la colonie. Il procède aussi à l'établissement de postes militaires dans chaque district dans le but d'affaiblir la souveraineté des Liurais. Selon l'historien Durand, malgré la répression brutale des rebelles et le travail forcé, Castro semblait être un défenseur des traditions timoraises. Même aux prises avec une situation précaire dans la colonie, Castro préférait intervenir de manière limitée.

## Rébellion de Lagar et révolte de l'armée
En 1863, Dom Gabriel (Daholo), liurai des Makasai de Laga, amène son peuple à cesser de payer les fintas et fortifie son village. Le major Cabreira est donc rappelé pour lever une armée. Il parvient à soudoyer des nobles subordonnés à Dom Gabriel et la rébellion est réprimée et le village incendié. Le chef rebelle de Laclo est également capturé tandis que Dom Gabriel est mis sous la protection du Liurai de Laleia. Cependant, les guerriers de Vermasse tuent le souverain de Laga sous les ordres transmis par le gouverneur José Manuel Pereira de Almeida (de).

## Rébellion de Leimae, Vermasse et Sanirin
Au printemps 1867, le peuple Kemak (en) sous la suzeraineté du Maubara se soulève. Le gouverneur Francisco Teixeira da Silva (de) fait alors écraser la rébellion dans une bataille de forces inégales. Quinze villages sont alors capturés et incendiés. Après des pertes inconnues du côté timorais et de deux morts du côté portugais, le territoire de Leimea est partagé avec les royaumes voisins.

## Rébellion de Cowa
Alors que la résistance s'organise dans la l'empire de Cowa, une offensive militaire de grande échelle est organisée afin de pacifier le territoire en 1868. Le territoire avait également la particularité d'être soutenu par les dirigeants néerlandais du Timor occidental et causant des inquiétude du côté du pouvoir colonial portugais. Le fort de Batugade (de), situé dans le territoire de Cowa, devient la base d'expéditions militaires portugaises. Le 20 août 1868, les Portugais détruisent trois bases de résistants.

## Révoltes des Moradores
Le gouverneur Alfredo de Lacerda Maia (de) entre en poste en 1885. Décrit comme une personnes « jeune, enthousiaste, travailleur et d'apparence honnête », il apparaît comme vouloir faire évoluer la colonie en collaboration avec les Liurais.
Entre mai et juin 1886, Maia fait face à une révolte de Maubara. Alors que son mandat commence, il ne disposait que d'une force de 50 soldats européens, 150 soldats mozambicains et huit canons. Malgré cela, Maia trouve la mort lors d'une embuscade sur la route de Dili à Lahane (de). Maia est épargné du rituel timorais de décapitation. 
Les Moradores, qui sont chargés de la sécurité du gouverneur et la principale force de défense de la capitale coloniale sont alors évincés de cette charge. Certain s'enfuit dans les montagnes pour échapper aux renforts envoyés dans la colonie. Alors que le nouveau gouverneur hésite à prendre acte contre eux, le père João Gomes Ferreira, curé de Dili, tente de négocier avec les rebelles.
Après que le colonel José da Cunha est identifié comme assassin du gouverneur, le gouverneur António Francisco da Costa restructure les forces sous la responsabilité des Moradores.